# Лі Чхе Мі
Лі Чхе Мі (кор. 이채미) — південнокорейська дитяча акторка.

## Біографія
Лі Чхе Мі народилася 23 червня 2006 року. Свою акторську кар'єру вона розпочала у 2012 році зігравши другорядну роль в щоденній драмі каналу SBS «Все-таки ти». Вже у наступному році маленька акторка отримала ролі одразу в п'яти серіалах, серед яких була навіть одна з головних ролей в популярному гостросюжетному серіалі «Два тижні». У 2014 році Чхе Мі зіграла головну героїню в дитячому віці в історичному серіалі «Щоденник нічного стража». У 2016 році вона дебютувала в кіно зігравши головну героїню у дитячому віці в китайсько-південнокорейському фільмі «Роман з ризиком для життя». Далі були ролі ще у декількох серіалах, після чого акторка взяла перерву у зйомках. Знов з'явилась на телебаченні Чхе Мі лише навесні 2021 року зігравши другорядну роль в серіалі «Привіт, я!».

## Фільмографія

### Телевізійні серіали
| Рік  | Назва                          | Роль                               | Мережа |
| ---- | ------------------------------ | ---------------------------------- | ------ |
| 2012 | «Все-таки ти»                  | На Мі Со                           | SBS    |
| 2013 | «Кривавий палац: Війна квітів» | принцеса Хьомьон (у дитячому віці) | JTBC   |
| 2013 | «Божевільне кохання»           | Лі Хє Рам                          | tvN    |
| 2013 | «Два тижні»                    | Со Су Чжін                         | MBC    |
| 2013 | «Золота веселка»               | Кім Бек Вон (у дитячому віці)      | MBC    |
| 2013 | «Єдине тепле слово»            | Кім Юн Чон                         | SBS    |
| 2014 | «Закохані у Трот»              | одна з дітей на пляжі (12 серія)   | KBS2   |
| 2014 | «Щоденник нічного стражника»   | До Ха (у дитячому віці)            | MBC    |
| 2014 | «Плюс дев'ять хлопчиків»       | Чан Пек Чжі                        | tvN    |
| 2015 | «Квітка королеви»              | Ріна Чон (у дитячому віці)         | MBC    |
| 2015 | «У мене є коханець»            | Пек Чо                             | SBS    |
| 2016 | «Монстр»                       | Пак Є Бін                          | MBC    |
| 2017 | «Вчителька О Сун Нам»          | Чха Чун Йон                        | MBC    |
| 2017 | «Пані з гідністю»              | Ан Чі Ху                           | JTBC   |
| 2021 | «Привіт, я!»                   | Ко Со Хє                           | KBS2   |

### Фільми
| Рік  | Назва                       | Роль                        |
| ---- | --------------------------- | --------------------------- |
| 2016 | «Роман з ризиком для життя» | Хан Че Ін (у дитячому віці) |